# Cephalopholis igarashiensis
Cephalopholis igarashiensis là một loài cá biển thuộc chi Cephalopholis trong họ Cá mú. Loài này được mô tả lần đầu tiên vào năm 1957.

## Từ nguyên
Từ định danh được đặt theo tên của Shoji Igarashi, người đã thu thập mẫu định danh của loài cá này (hậu tố ensis thường dùng để chỉ nơi chốn, nhưng trong trường hợp này hàm ý chỉ từ định danh được đặt theo họ của một người).

## Phạm vi phân bố và môi trường sống
C. igarashiensis có phân bố thưa thớt ở khu vực Ấn Độ Dương - Thái Bình Dương, từ đảo Giáng Sinh trải dài về phía đông đến quần đảo Société (Polynésie thuộc Pháp), ngược lên phía bắc đến Nam Nhật Bản.
C. igarashiensis sống trên các rạn viền bờ, bãi ngầm hoặc núi ngầm ở độ sâu dưới 64 m. Một cá thể được đánh bắt ở độ sâu 250 m ngoài khơi đảo Tahiti.

## Mô tả
Chiều dài cơ thể lớn nhất được ghi nhận ở C. igarashiensis là 43 cm. Loài này có màu đỏ cam với các dải sọc vàng hai bên thân kéo dài ngược lên cả vây lưng. Quanh mắt cũng có những vệt vàng. Các vây phớt đỏ; chóp các gai vây lưng màu cam. Cá con ửng vàng hơn, có thêm một đốm đen lớn trên vây lưng, vây bụng đen sẫm hơn.
Số gai ở vây lưng: 9; Số tia vây ở vây lưng: 14; Số gai ở vây hậu môn: 3; Số tia vây ở vây hậu môn: 9; Số tia vây ở vây ngực: 18–19; Số vảy đường bên: 60–65.

## Sinh học
Thức ăn của C. igarashiensis gồm cá nhỏ hơn và động vật giáp xác.

## Thương mại
Do sống ở vùng nước sâu và hiếm gặp nên C. igarashiensis hầu như không bắt gặp trong thương mại. Một cá thể con của loài này đã được bán với giá 8.000 SGD ở Singapore, tương đương với khoảng 5,7 nghìn USD theo tỉ giá hiện hành.